# Български Червен полумесец
Българският червен полумесец е нелегитимно, според Женевските конвенции, сдружение с нестопанска цел в България. Регистрацията е прекратена на 3 май 2011 г.
Председател е Юзеир Юзеиров – следствен за учредяване на незаконната партия „Отоман“, осъден за провеждане на незаконен митинг и организиране на антиконституционна партия на религиозна основа „Мюсюлман-демократичен съюз“, арестуван по разследване за финансови измами демонстративно излизайки по долни гащи от Централната Избирателна Комисия, издигнал разрушения от ДНСК незаконен паметник на турския войник, замесен в станалото при боя пред софийската джамия на 20 май 2011, по прокурорско обвинение от 29 септември 2012 подсъдим за религиозна омраза.
Сдружението е регистрирано два месеца преди изборите за Европейски парламент и за XLI народно събрание, през 2009 г., от Атанас Йорданов от с. Славяново (Област Търговище) брат на Юзеир Юзеиров.

## Световен прецедент
Според Женевските конвенции от 12 август 1949 г. и техните Допълнителни протоколи от 8 юни 1977 г., и Закона за Българския червен кръст (обн. ДВ, бр. 87 от 29 септември 1995 г.), на територията на една държава може да бъде регистрирана само една организация на Червения кръст/Червения полумесец.
За цялата 150-годишна история на Международното движение на Червения кръст и Червения полумесец, в нито една от 186-те страни, където осъществяват своята дейност официално признати дружества-членове на Международната федерация, никога дотогава официалните държавни власти не са регистрирали две организации на Червения кръст/Червения полумесец.
Независимо от това обаче, Търговищкият окръжен съд регистрира Българският червен полумесец с Решение № 29 от 28 април 2009 г. по ФД № 11. Според председателя на Търговищкия окръжен съд Тихомир Петков, регистрирал нередовното дружество:
| „ | при регистрацията на новото сдружение с нестопанска цел не са допуснати никакви нарушения, единственият проблем е с ползването на емблемата на Червения полумесец | “ |

Ръководството на Българския Червен кръст алармира компетентните държавни институции и постави въпроса за решаване пред главния прокурор, министъра на външните работи, министъра на правосъдието и окръжния прокурор на Търговище:
| „                                         | Недопустимо е по този начин да се уронва авторитетът както на една държава с 1300-годишна история, така и на най-голямата хуманитарна организация в света. | “ |
| из официалното изявление на БЧК по случая | |   |

## Дейност
Българският червен полумесец е раздавал брашно в села от Търговищка област и в ромските квартали на Търговище, и Попово малко преди изборите за Европейски парламент. Според Мустафа Али – официално упълномощен представител на председателя Юзеир Юзеиров – Българският червен полумесец се занимава само с благотворителност и това съвпадение е случайно.